# Roger Buliard
Roger Buliard, né en Franche-Comté au Russey le 18 janvier 1909 et mort à Morteau le 5 juin 1978, est un missionnaire français catholique de la congrégation des Oblats de Marie-Immaculée. Son séjour d'une quinzaine d'années dans le Grand Nord Canadien auprès des populations inuits est à l'origine de plusieurs livres, dont Inuk : au dos de la terre !, qui connut plusieurs éditions et demeure son ouvrage le plus connu.

## Biographie
Rober Buliard effectue ses études au petit séminaire de Consolation avant d'effectuer son noviciat à Coigny. Il fait profession en 1927 et est ordonné prêtre en 1933. 
Missionnaire chez les Oblats de Marie Immaculée, il est envoyé dans la région du Nord canadien où il passe une quinzaine d'années. Dès 1935, il seconde le père Pierre Fallaize à Coppermine et  à partir de 1938 se fixe à Holman Island sur l'île Victoria où il séjourne durant 12 ans. 
À la suite d'un grave accident, il doit cesser ses activités missionnaires et devient aumônier militaire dans l'armée canadienne à partir de 1952. Il effectue son service en Corée, au Japon, au Canada et en Allemagne jusqu'en 1965. 
De 1965 à 1977, il donne en France des conférences sur les missions inuites du MacKenzie. 
Il est inhumé au Russey. 

## Publications
- 1949 : Inuk, au dos de la terre ! - Prix Montyon 1950 de l’Académie française
  - 1949, avec la collaboration littéraire de Joseph Sachot, dessins, couverture et cartes d'André Millot, préface de Monseigneur Maurice-Louis Dubourg, Paris, Éditions Saint-Germain et Pères oblats.
  - 1957, Paris, Éditions Saint-Germain.
  - 1964, Paris, Nouvelles éditions latines.
  - 1972, Paris, Office parisien d'éditions et de réalisations artistiques (O.P.É.R.A.).
  - 1973, Paris, O.P.É.R.A.
  - 1974, Paris, O.P.É.R.A.
- 1955 : Nanouk, adapté par Raymond Labois, illustré par Bernard Baray, Paris, Fleurus.
- 1963 : Falla, adaptation de Inuk par Monique Amiel, Paris, Fleurus, coll. « Mission sans borne »
- 1971 : Inunuak : Mgr Pierre Fallaize, premier missionnaire et évêque des Esquimaux du cuivre, Paris, O.P.É.R.A.
- 1972 : Okpik : le hibou des neiges, Paris : O.P.É.R.A.

### Archives
La Cinémathèque de Toulouse conserve un fonds d'archives de Roger Buliard, en lien avec son activité de conférences-projections: 